# Myoxanthus ruschii
Myoxanthus ruschii là một loài thực vật có hoa trong họ Lan. Loài này được Fraga & L.Kollmann mô tả khoa học đầu tiên năm 2003.